# Herman Vanderpoortenstadion
Het Herman Vanderpoortenstadion, bijgenaamd het Lisp, is een voetbalstadion in de stad Lier, in de Belgische provincie Antwerpen. Het is het thuisstadion van de Koninklijke Lierse Sportkring. In oktober 2024 werd de naam omgevormd doormiddel van een commerciële deal met AsterX Dranken en Group-f naar AsterX Group-f Arena

## Geschiedenis
Het werd in 1925 gebouwd, en was van 1925 tot 2018 de thuisbasis van Koninklijke Lierse Sportkring. Na het faillissement in mei 2018 kocht Infralier het stadion van Wadi Degla en speelde Lierse Kempenzonen vanaf het seizoen 2018-2019 tot het seizoen 2023-2024 zijn wedstrijden in het Herman Vanderpoortenstadion. Op 13 juni 2024 veranderde de club haar naam in Koninklijke Lierse Sportkring.
Het stadion is vernoemd naar voormalige minister en burgemeester van Lier Herman Vanderpoorten. Voorheen heette het stadion "Lisperstadion" naar de wijk Lisp in Lier, waar het stadion gelegen is. Het stadion biedt plaats aan 14193 toeschouwers.

## Indeling Stadion

### Tribune 1
Tribune 1 is de oudste tribune in het stadion. De originele houten constructie die dateerde van voor de Tweede Wereldoorlog, werd al snel hopeloos te klein en verouderd bevonden.
Toch duurde het tot 1965 vooraleer de houten constructie vervangen werd door een nieuwe betonnen constructie. Deze tribune had onderaan staanplaatsen en bovenaan zitplaatsen. In 2000 werd de tribune gemoderniseerd en uitgebreid in de richting van tribune 2. De staanplaatsen verdwenen zodat het een volledige overdekte zittribune werd.
In 2005 werd de dakconstructie vernieuwd nadat deze onveilig was bevonden. De kleedkamers en persruimte zijn ondergebracht in deze tribune. In 2013 werd ten gevolge van een zomerse storm een groot gedeelte van het dak weggerukt. Ook enkele stoeltjes raakten hierbij beschadigd. De dakconstructie werd hierna vernieuwd.
Capaciteit: 2722 zitplaatsen

### Tribune 2
Tribune 2 was oorspronkelijk een overdekte tribune met enkel staanplaatsen waar zowel de spionkop van de thuisploeg als de bezoekende supporters ondergebracht werden.
In 2000 werd deze tribune gesloopt en vervangen door een overdekte zittribune met twee ringen. Tussen de 2 ringen zijn er 5 skyboxen (78pl) en 405 business-seats.
Deze tribune bevat een aanpalend gebouw waarin de kantoren van de club, de fanshop, het themacafé, ontvangstruimtes, 2 loges (46pl) en 102 vip-seats zijn ondergebracht.
In 2023 werd deze tribune intern gerenoveerd, zo werden er oa nieuwe kleedkamers voorzien. Ook in 2023 werd de stadion verlichting volledig vernieuwd (led).
Capaciteit: 4230 zitplaatsen (zonder loges en business seats)

### Tribune 3
Tribune 3, bijgenaamd den berg, was oorspronkelijk een aangelegde grondheuvel. In de jaren 70 werd de huidige tribune gebouwd, met onderaan onoverdekte staanplaatsen en bovenaan overdekte zitplaatsen. Het was de bedoeling dat bij de verbouwing van tribune 2 in 2000, tribune 3 later eveneens volledig omgebouwd zou worden, zodat ze één geheel zou vormen met tribune 2. Deze plannen zijn echter niet uitgevoerd.
Na de voltooiing van tribune 2 verhuisde zowel de spionkop als de supporters van het bezoekende team naar tribune 3.
Bij aanvang van het seizoen 2009/2010 werd de onderste ring (staanplaatsen) volledig gerenoveerd. De bezoekers werden vanaf dan ondergebracht in een tijdelijke tribune 4.
Capaciteit: 2140 zitplaatsen en 4182 staanplaatsen

### Tribune 4
Oorspronkelijk was in deze tribune de supporterskantine ondergebracht. Later waren er overdekte staanplaatsen. Eind jaren '80 werd er een gebouw geplaatst met business-seats en loges. 
Na de ingebruikname van de nieuwe tribune 2 in 2000 werden deze business-seats en loges niet meer gebruikt. De tribune werd vanaf dan enkel nog gebruikt als commandopost.voor de veiligheidsdiensten.
Bij het begin van het seizoen 2009/2010 werd de constructie grotendeels afgebroken om plaats te maken voor een tijdelijke bezoekerstribune.
Voor aanvang van het seizoen 2010/2011 werd tribune 4 omgevormd tot een nieuwe tijdelijke bezoekerstribune met ongeveer 1.000 plaatsen. Voor aanvang van het seizoen 2017/18 werd deze tijdelijke tribune afgebroken en verhuisden de supporters van het bezoekende team terug naar het oude bezoekersvak in tribune 3.
Op 30/01/2024 maakte InfraLier (eigenaar van het stadion) en de club Lierse bekend dat er een omgevingsvergunning werd verkregen van de stad Lier voor de bouw van een nieuwe bezoekerstribune. Deze tribune zal +/-600 zitplaatsen, +/-100 staanplaatsen en 15 plaatsen voor rolstoelen +15 begeleiders hebben. Op 30/01/2024 werd begonnen met de sloop van het oude business gebouw. In maart van 2024 worden de funderingen voor de nieuwe tribune gebouwd. De betonnen prefab tribune wordt onmiddellijk na het einde van dit seizoen geplaatst en zou in gebruik genomen worden bij de aanvang van het seizoen 2024-2025.  
Op zondag 27/10/2024 werd de tribune in gebruik genomen voor de wedstrijd K. Lierse S.K. - RAAL La Louviére zonder dak, dat zal voor 1 januari 2025 geplaatst worden. 
Dit is ook de eerste fase van een volledige vernieuwing van het stadion, waarbij alleen tribune 2, na renovatie, behouden blijft en er 2 volledig nieuwe tribunes gebouwd worden (tribune 1 en 3). Ook de hoeken worden dicht gebouwd zodat er een volledig gesloten stadion ontstaat met uitsluitend zitplaatsen.
Capaciteit: 624 zitplaatsen + 30 rolstoelplaatsen

## Fotogalerij

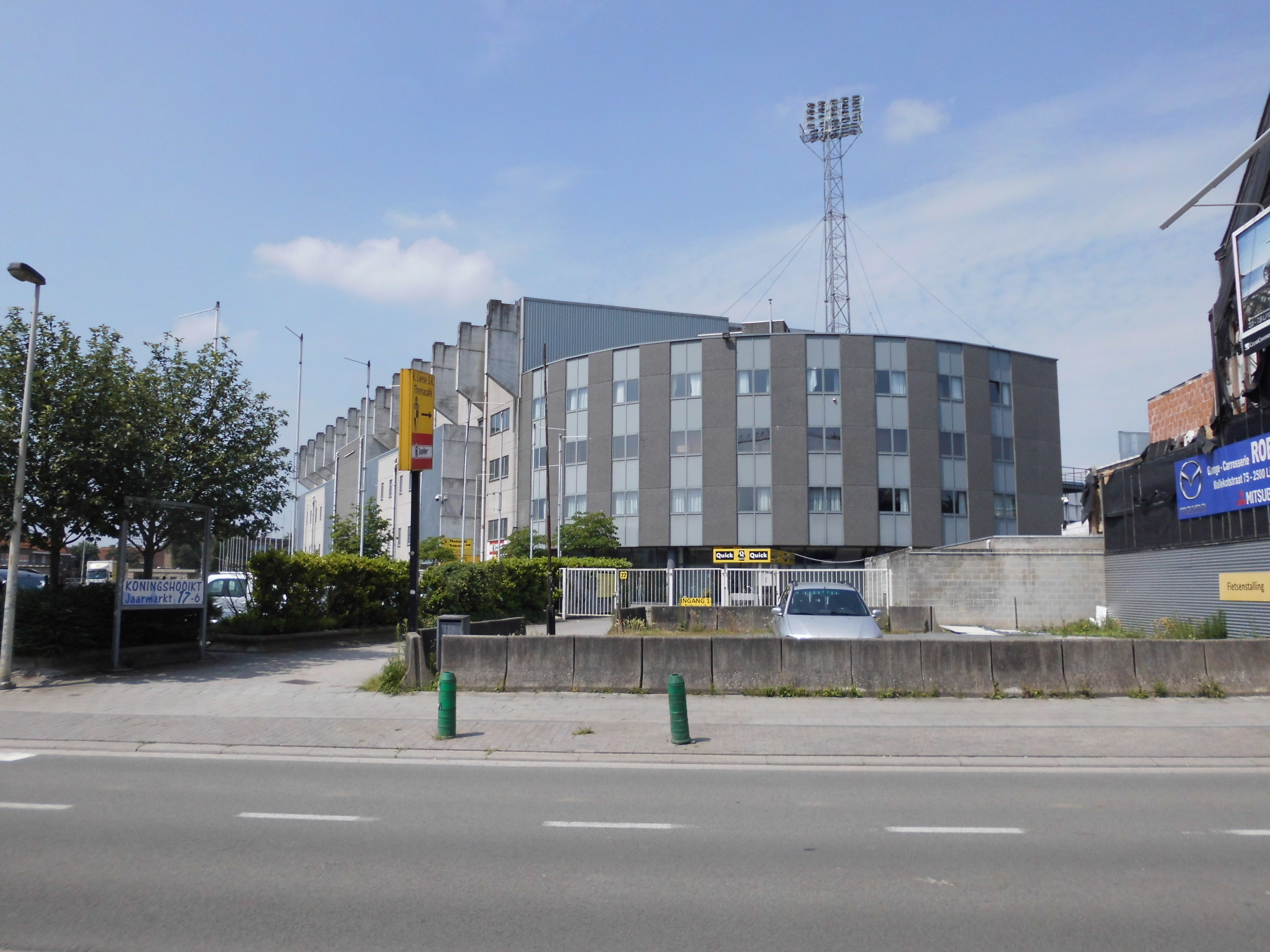
Stadion Koninklijke Lierse Sportkring 2018
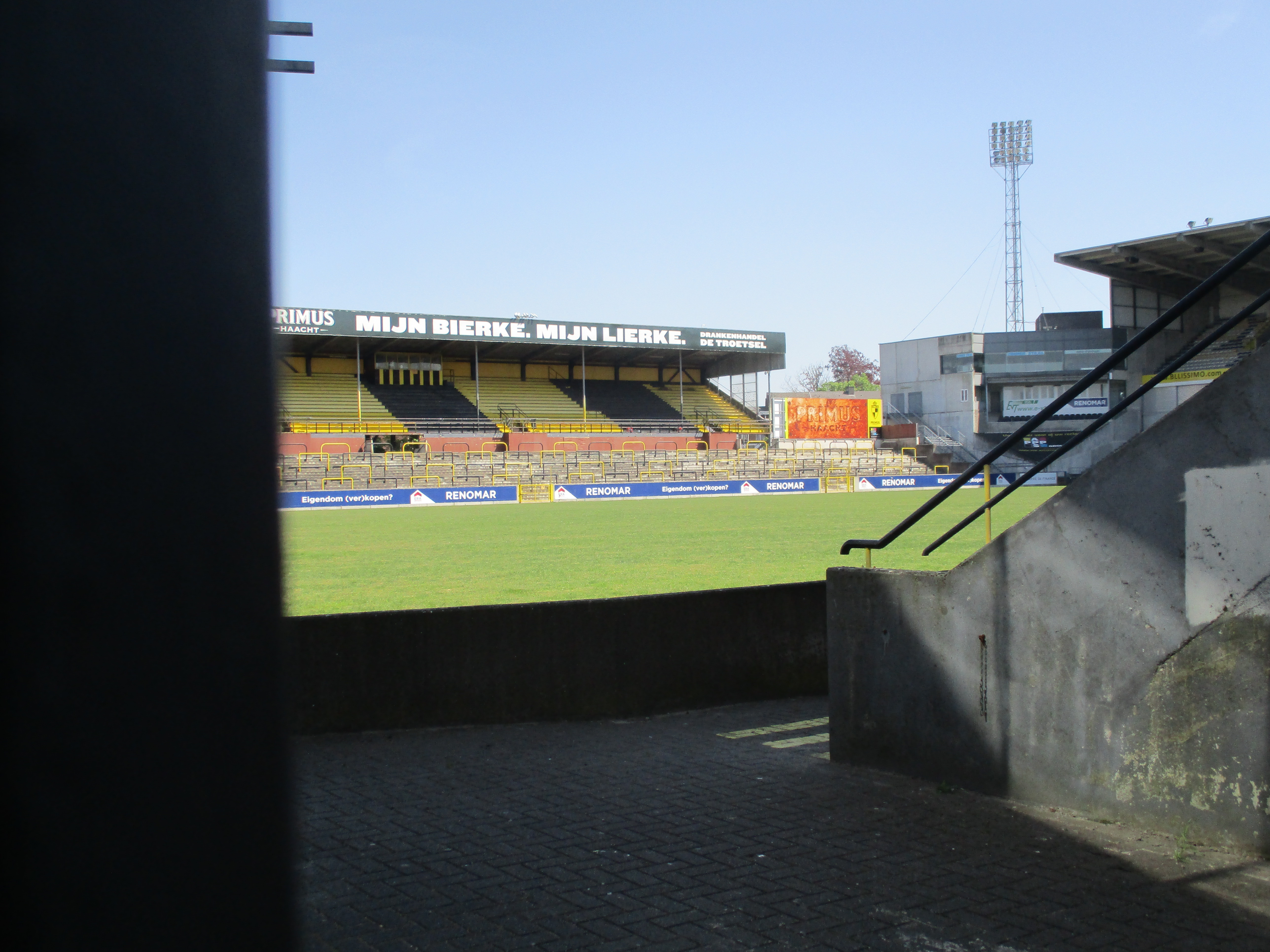
Stadion Koninklijke Lierse Sportkring 2020
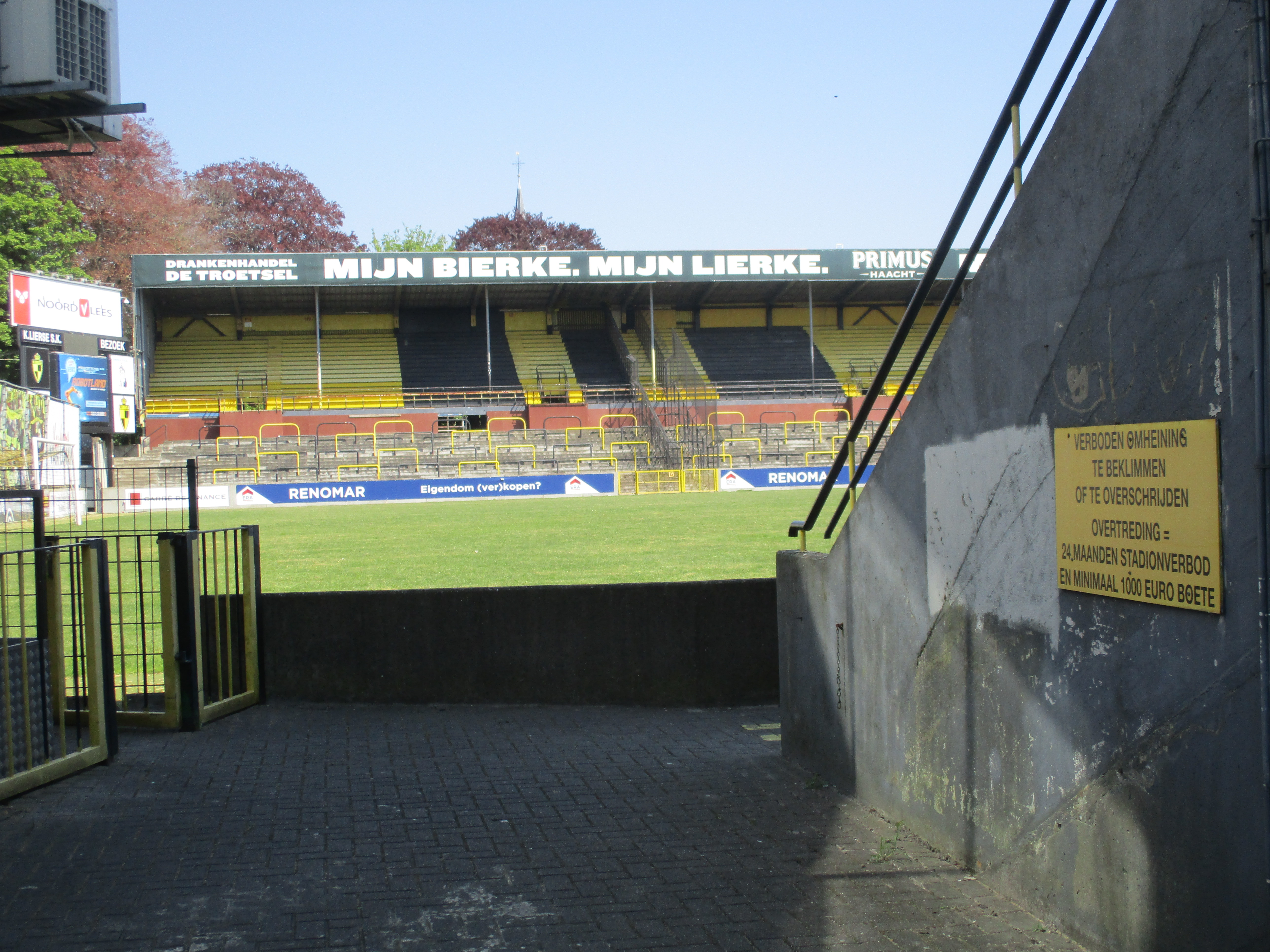
Stadion Koninklijke Lierse Sportkring 2020

## Trivia
Het stadion was vanaf oktober 2021 ingericht als het “Vaccinatiecentrum Pallieterland”, dat in maart 2021 werd geopend in het Liers Cultuurcentrum. 